# جودي ماركيل
جودي ماركيل (بالإنجليزية: Jodie Markell)‏ هي مخرجة وممثلة أمريكية، ولدت في 13 أبريل 1959 بممفيس في الولايات المتحدة.

## أعمال

### أفلام
- (2002) المحاصرون[5][6]
- (2007) جوشوا

### مسلسلات
- ذا غود وايف

## وصلات خارجية
- جودي ماركيل على موقع IMDb (الإنجليزية)
- جودي ماركيل على موقع قاعدة بيانات الأفلام العربية
- جودي ماركيل على موقع ألو سيني (الفرنسية)
- جودي ماركيل على موقع أول موفي (الإنجليزية)
- جودي ماركيل على موقع قاعدة بيانات الأفلام السويدية (السويدية)
- جودي ماركيل على موقع قاعدة بيانات الفيلم (الإنجليزية)
- جودي ماركيل على موقع كينوبويسك (الروسية)